# Yxtjärnen (Gåsborns socken, Värmland)
Yxtjärnen är en sjö i Filipstads kommun i Värmland och ingår i Göta älvs huvudavrinningsområde. Sjön har en area på 0,281 kvadratkilometer och ligger 251,2 meter över havet.

## Delavrinningsområde
Yxtjärnen ingår i det delavrinningsområde (665879-141864) som SMHI kallar för Inloppet i Siksjön. Medelhöjden är 273 meter över havet och ytan är 9,79 kvadratkilometer. Räknas de 2 avrinningsområdena uppströms in blir den ackumulerade arean 41,05 kvadratkilometer. Igelälven som avvattnar avrinningsområdet har biflödesordning 3, vilket innebär att vattnet flödar genom totalt 3 vattendrag innan det når havet efter 391 kilometer. Avrinningsområdet består mestadels av skog (76 procent) och sankmarker (11 procent). Avrinningsområdet har 0,39 kvadratkilometer vattenytor vilket ger det en sjöprocent på 4 procent.